# Cocosregngök
Cocosregngök (Coccyzus ferrugineus) är en fågel i familjen gökar inom ordningen gökfåglar.

## Utseende och läte
Cocosregngöken är en 33 cm lång bjärt färgad gök. På huvudet syns skiffergrå hjässa och en svartaktig ögonmask. Ovansidan är gråbrun med roströda vingar, medan undersidan är enhetligt beigefärgad. Stjärten är svart med breda vita spetsar på stjärtpennorna. Runt ögat syns en gul ögonring. Näbben är svart med gult på inre delen av undre näbbhalvan. Lätet består av djupa och torra "kcha" som upprepas 5-8 gånger, ibland inlett med rullande skallrande ljud. Även gutturala k'k'k'k'ru'hoo kan höras.

## Utbredning och status
Fågeln är endemisk för Cocos Island utanför Costa Rica. Den behandlas som monotypisk, det vill säga att den inte delas in i några underarter.

## Status och hot
Cocosregngöken har ett mycket litet utbredningsområde och en liten världspopulation bestående av uppskattningsvis under 1000 vuxna individer. Beståndet anses dock vara stabilt. Fågeln är därför upptagen på internationella naturvårdsunionen IUCN:s röda lista över hotade arter, kategoriserad som sårbar (VU).